# Apperception
Apperception er i filosofi organiseringen af den rene perception, dvs. evnen til at skabe enhed i den information sanseapparatet modtager.  
Immanuel Kant skelner mellem empirisk apperception og transcendental apperception. Transcendental apperception betegner det faktum, at gyldig erkendelse er mulig uden brug af erfaring. Det vil sige en viden, der er før og uafhængig af erfaring (a priori).
| filosofi | Spire Denne filosofiartikel er en spire som bør udbygges. Du er velkommen til at hjælpe Wikipedia ved at udvide den. |